# Ениджевардарска битка
Енуджевардарската битка (на гръцки: Μάχη των Γιαννιτσών, Махи тон Яницон, на турски: Yenice Muharebesi, Йенидже Мухаребеси) е битка в хода на Балканската война, състояла се на 1-2 ноември (19 – 20 октомври стар стил) 1912 година край град Енидже Вардар в Македония. В нея гръцките войски нанасят поражение на османските сили в Егейска Македония, което им отваря пътя за завземане на Солун.

## Предистория
След като през октомври гръцката Тесалийска армия, под командването на престолонаследника Константинос, удържа няколко победи срещу значително по-малочислените османски войски, тя продължава да настъпва към Солун. Благодарение на местното християнско население комуникациите между Ениджевардарския гарнизон и Солун са силно затруднени или дори прекъснати. Хасан Тахсин паша координира действията си с Джавид паша, отговарящ за гарнизона в Битоля.
Османските планове предвиждат Ениджевардарската част да се изтегли в Бер, където да бъде подсилена с 8 батальона и 2 батареи от Суровичево, както и с 4 батальона и 1 батарея от Катерини. Гръцкото командване се опасява Ениджевардарските турски сили да не се изтеглят през Бер към Солун и да подсилят защитата на града и едновременно с това да не бъдат ударени в левия си фланг през Суровичево, при което турското командване се е надявало да обгради гръцката армия. Заради това гръцкото командване решава да изпрати 5 дивизии към Бер, а Пета гръцка дивизия към Кожани, която едновременно да защитава гръцкия фланг откъм Суровичево и да обезопаси снабдителната линия през Еласона и Лариса. Също така командването се надява, че чрез овладяването на Бер ще се отвори втора възможна снабдителна линия през Катерини и Палео Елевтерохори.

## Ход на военните действия
На 27 октомври 5-а дивизия се насочва към Кожани, а 7-а дивизия, която първоначално е оставена като резерв в Лариса, е изместена към Еласона, а оттам започва настъпление през Олимп. Дивизията превзема зле отбранявания от босненски доброволци проход Петра, след което излиза на река Колудей и заплашва турските части в Енидже Вардар от обкръжение.
На 28 октомври започва настъплението на 1-ва, 2-ра, 3-та, 4-та и 6-а дивизии към Бер. Още на 26 октомври османски части заемат височината Кастаня, която се определя с голямо тактическо значение. Турското командване разполага щаба и основните си бойни сили край Кулхалар на река Колудей. Общата численост на турския аскер с подкрепленията от Суровичево и Катерини, както и остатъците от струмската армия на Али Надир паша, е около 30 000 души.
Гръцките основни сили, включващи пет дивизии, се придвижват от югозапад към Енидже Вардар, когато на 1 ноември са изненадани от силен артилерийски обстрел. Въпреки численото си превъзходство, гърците забавят атаката си с един ден. 2 турски батальона опитват нощна контраатака през един от мостовете на река Колудей, но са унищожени от артилерийски обстрел. На 2 ноември османците оказват ожесточена съпротива и се оттеглят, едва когато десният им фланг е заплашен с обход. Турски части започват неорганизирано отстъпление към Солун, като са посрещнати от турска кавалерия в опит да се предотврати изтеглянето. В крайна сметка 3000 турски войници и 14 оръдия са пленени от гръцката армия, докато тя дава загуби в размер 3000 убити войници и офицери.

## Последици
Гръцкото командване не се възползва от успеха си и основната част от османските войски успява да се оттегли отвъд река Вардар. Въпреки това, османското командване преценява, че град Солун е зле укрепен и решава да прекрати съпротивата. Солун е предаден на гърците, които влизат в града на 9 ноември, изпреварвайки с няколко часа българската Седма пехотна рилска дивизия.